# 拉罗汤加航空
拉罗汤加航空（Air Rarotonga）是库克群岛的國家航空公司，總部設於库克群岛的拉羅湯加。它提供定期的岛际航班，覆盖库克群岛，也提供到纽埃、萨摩亚、法属波利尼西亚的包机服务。主要机场是拉罗汤加国际机场。

## 历史
航空公司成立于1978年2月，1978年7月以一架塞斯纳337飞机开始运营。该公司现由三个私人投资者所有。每年有70000名乘客乘坐岛际航班。

## 航线

### 航點
在库克群岛9个岛间提供定期客运，货运以及包机服务：

### 代碼共享
拉羅湯加航空和以下航空公司代碼共享：

紐西蘭航空
大溪地航空

## 機隊

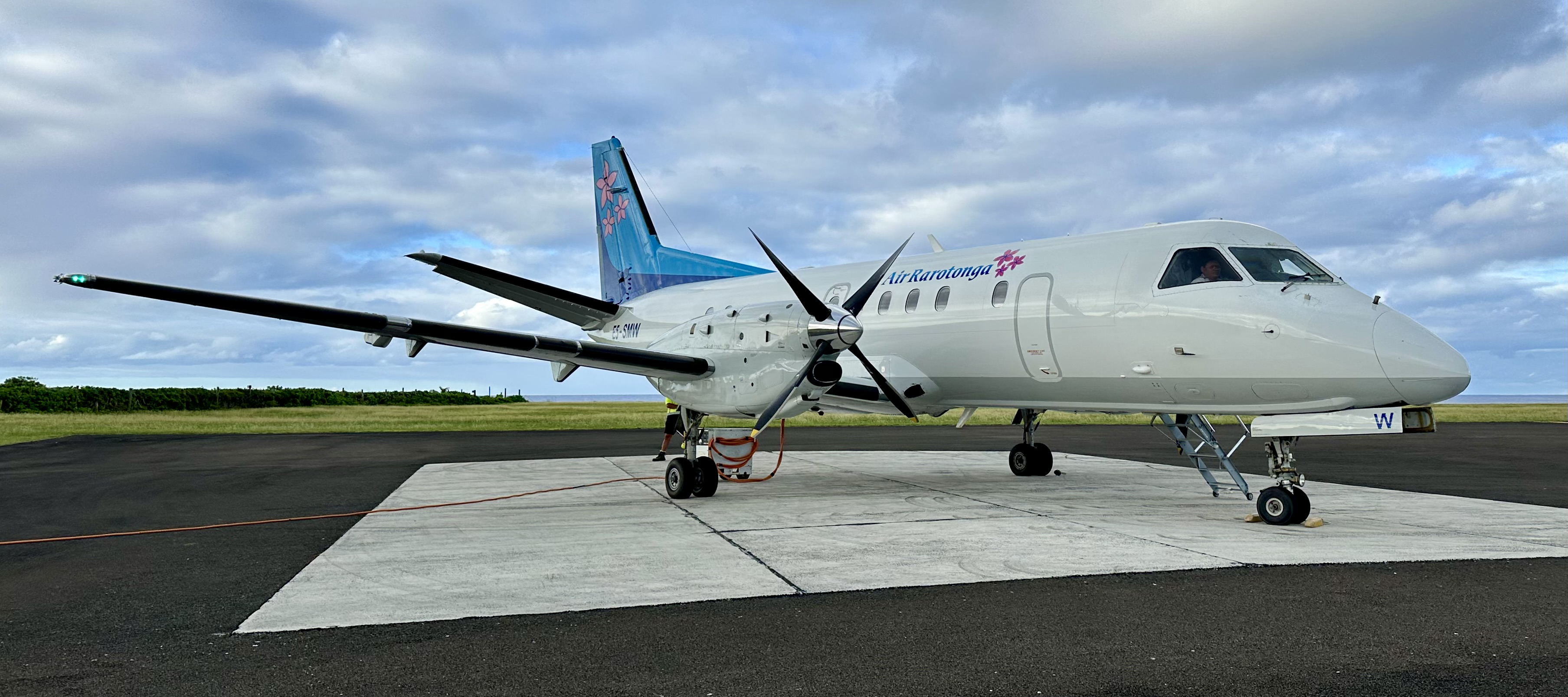
拉羅湯加航空的薩博340

截至2025年6月，拉羅湯加航空平均機齡30.3年，機隊如下：
| 機型                | 服役中 | 訂購中 | 載客量 | 備註 |
| ------------------- | ------ | ------ | ------ | ---- |
| 薩博340             | 2      | —      | 34     |      |
| 巴西航空工業EMB 110 | 2      | —      | 15     |      |
| Cessna Citation II  | 1      | —      | 6      |      |
| 塞斯納172           | 1      | —      | 3      |      |
| Total               | 6      | 0      |        |      |